# Andlau (rzeka)

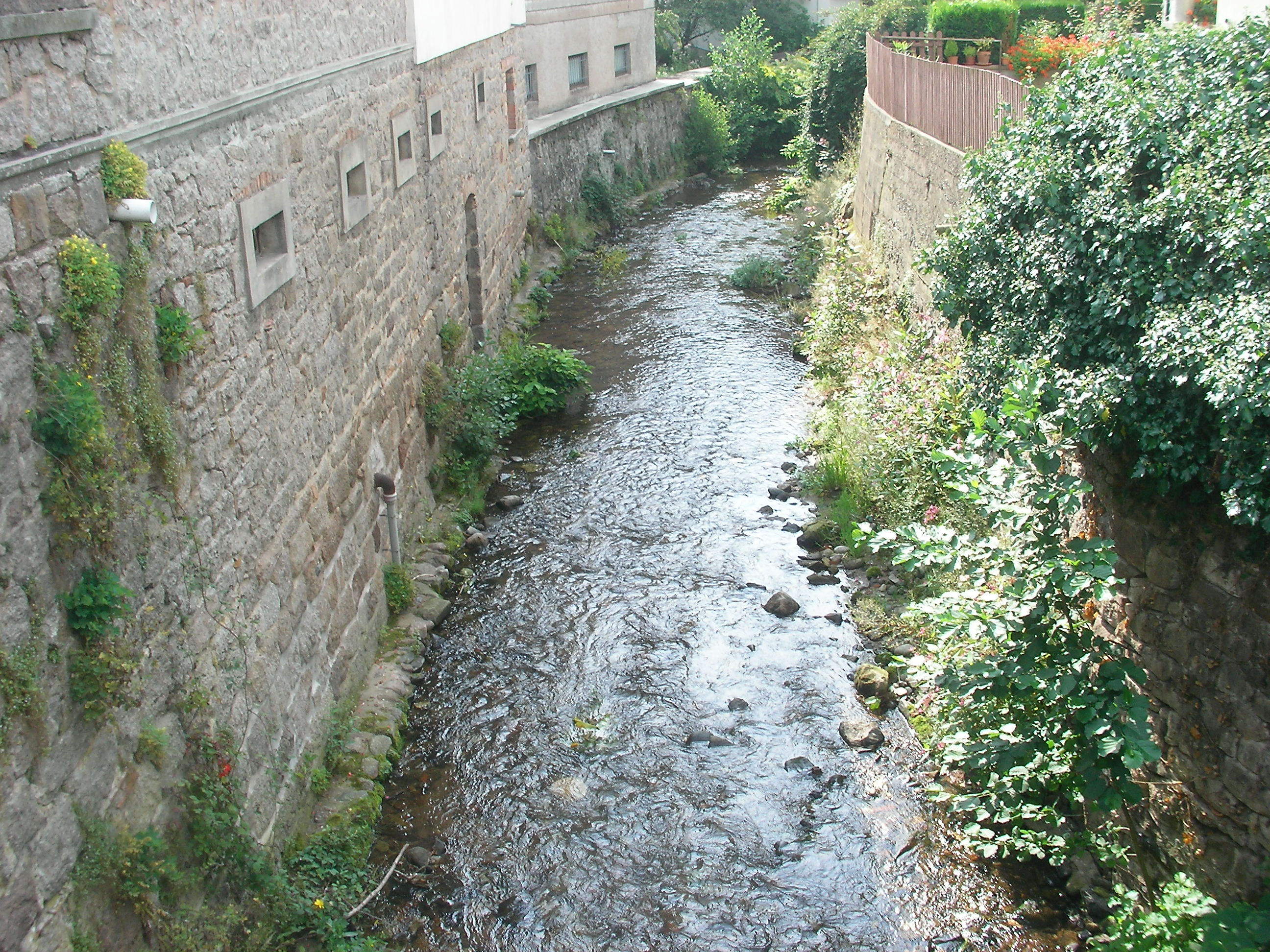
Rzeka Andlau

Andlau – rzeka w północno-wschodniej Francji, lewy dopływ rzeki Ill o długości 43 km. 
Przepływa przez departament Dolny Ren w Alzacji. Swe źródła ma w Crêtes des Myrtilles (1080 m) Nazwa rzeki pochodzi od celtyckiego słowa „andon” (źródło). Dopływy: Dreiangelbach, Kirneck. Od rzeki wzięło swą nazwę leżące nad nią miasto Andlau.